# Prîdorojnie, Henicesk
Prîdorojnie (în ucraineană Придорожнє) este un sat în comuna Frunze din raionul Henicesk, regiunea Herson, Ucraina.

## Demografie
Componența lingvistică a localității Prîdorojnie
     Ucraineană (72,63%)
     Rusă (25,18%)
     Alte limbi (0,36%)
Conform recensământului din 2001, majoritatea populației localității Prîdorojnie era vorbitoare de ucraineană (72,63%), existând în minoritate și vorbitori de rusă (25,18%).